# Cadena (unidad de longitud)

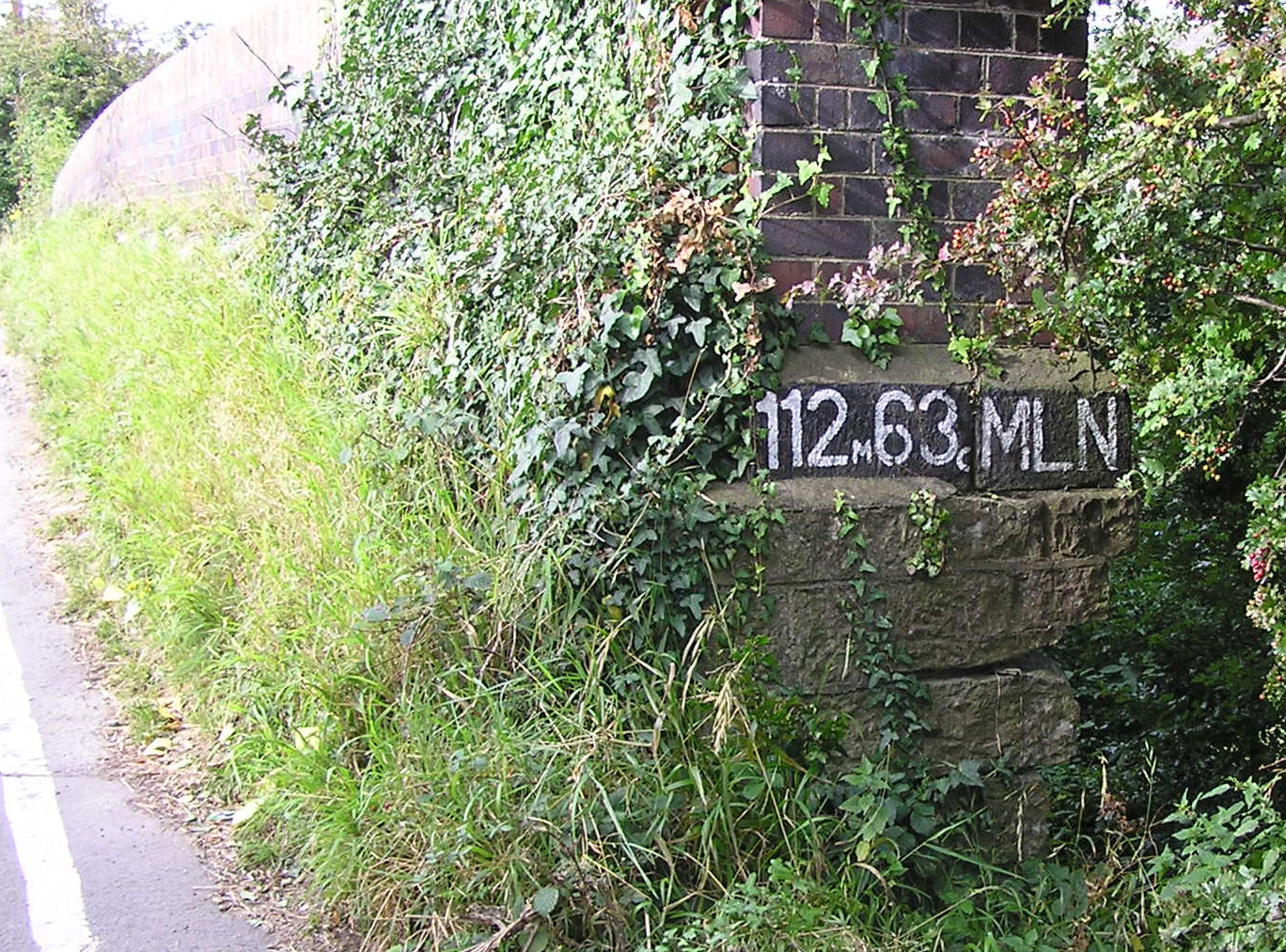
Hito de referencia pintado en un puente ferroviario británico, que indica 112 millas y 63 cadenas.

En metrología una cadena es una unidad de longitud igual a 66 pies (22 yardas). Se subdivide en 100 links o 4 rods. Hay 10 cadenas en un furlong, 80 cadenas en una milla estatual. En términos métricos, es 20.1168 m de largo. Por extensión, cadenage (distancia recorrida) es la distancia a lo largo de una línea tipografiada curva o recta de un punto de comienzo fijo, como dado por un odómetro.
La cadena ha sido utilizada por varios siglos en Inglaterra y en algunos otros países influenciados por la práctica inglesa. En el Reino Unido, había 80 cadenas en una milla, pero hasta el comienzo del siglo XIX, la milla acostumbrada de Escocia e Irlanda eran más largas que la milla estatuaria, consecuentemente una cadena escocesa era cerca de 74 pies imperiales, y una cadena irlandesa 84 pies. Estas cadenas más largas llegaron a ser obsoletas siguiendo la adopción del sistema de unidades imperiales en 1824.

## Definición
La cadena estatual del RU es 22 yardas, la cual es 66 pies (20,117 m). Esta unidad es medida estatual en el Reino Unido, definida en la "Weights and Measures Act 1985". Un link es una centésima parte de una cadena, la cual es 7,92 pulgadas (20,1 cm).

## Origen
La cadena de agrimensor (ing. surveyor's chain) fue mencionada primeramente en 1579 y apareció en una ilustración en 1607. En 1593, la milla inglesa fue redefinida por un estatuto de la reina Isabel I como 5,280 pies, para encajar con la práctica de agricultura. En 1620, el erudito Edmund Gunter desarrolló un método preciso de topografía, utilizando una cadena de agrimensor de longitud de 66 pies con 100 eslabones. La unidad de 66 pies, la cual era cuatro perches o rods, tomó el nombre de cadena. Para 1675, fue aceptada y Ogilby escribió:
... una palabra o dos de dimensionadores o instrumentos de medición, de lo cual los más usados han sido lacadena, y la longitud común para medidas inglesas 4 poles, como respondiendo indiferente a la milla y acre ingleses, 10 de tales cadenas en longitud hacen un furlong, 10 simples cadenas cuadradas un acre, así que una milla contiene 640acres cuadrados ...
- Jon Ogiby, Britannia, 1675
Del sistema de Gunter, la cadena y el link llegaron a ser el estándar de unidad de longitud de los topógrafos y cruzó a las colonias. Los treces estados de América se expandieron hacia el oeste y la tierra pública tenía que ser topografiada por un catastral. En 1784, Thomas Jefferson escribió un informe para el Congreso Continental, proponiendo el sistema de topografía rectangular; fue adoptado con algunos cambios en la Land Ordinance of 1785 del 20 de mayo, del año siguiente. En el informe, el uso de la cadena como una unidad de medida fue obligatorio, y la cadena fue definida.
La cadena es la unidad de medida lineal para la topografía de las tierras públicas como prescribe la ley. Todos los devueltos de medidas en el sistema rectangular son hechos en la verdadera distancia horizontal en links, cadenas y millas. La única excepción a esta regla son requerimientos especiales para medición en pies en topografía de mineral y topografía en pueblos.
Medición lineal
1 Cadena = 100 links o 66 pies
1 Milla = 80 cadenas o 5,280 pies
Medición de área
1 Acre = 10 cadenas cuadradas o 43,560 pies cuadrados
1 milla cuadrada = 640 acres
- Lola Cazier (1976), Surveys and Surveyors of the Public Domain 1785-1975, page 15

## Uso moderno y referencias culturales históricas

### Gran Bretaña
En Gran Bretaña, la cadena ya no se utiliza para trabajos de topografía práctica. Sin embargo, sobrevive en los ferrocarriles del Reino Unido como un identificador de ubicación. Cuando los ferrocarriles fueron diseñados, la ubicación de características tales como puentes y estaciones era indicada por un "millage" (ing. mileage) longitudinal acumulativo, utilizando millas y cadenas, desde un punto cero en el origen o sede del ferrocarril, o la unión originaria de una nueva rama de línea. Ya que los ferrocarriles son enteramente lineales en topología, el "millage" o "cadenage" es suficiente para identificar, únicamente, un lugar en cualquier ruta dada. Así, por ejemplo, para una cierta ubicación de puente se debe indicar: 112 millas y 63 cadenas (181.51 km) desde el origen. Por ejemplo, en el caso de la fotografía (del lado derecho), el puente esta cerca de Keynsham, con esa distancia desde la estación London Paddington. La indicación "MLN" después del millage es la línea de referencia del ingeniero describiendo la ruta como la "Great Western Main Line", así, los ingenieros visitantes pueden describir solo el puente que están inspeccionando, pues debe haber puentes a 112 millas 63 cadenas en otras rutas.
En líneas nuevas de ferrocarril construidas en el Reino Unido tales como "High Speed 1", la posición a lo largo del alineamiento es aún llamada "cadenage" aunque el valor es ahora definido en metros.

### América del norte
El uso de la cadena es obligatorio en trazado de pueblos de US. Una ley federal fue pasada en 1785 (la "Public Land Survey Ordinance") que dice que toda topografía gubernamental oficial debe ser hecha con la cadena Gunter (cadena de agrimensor). Las cadenas y links son, comúnmente, encontradas en viejas descripciones legales "metes and bounds". Las distancias en mapas catastrales de pueblos hechas por la "US General Land Office" se muestran en cadenas. 
Bajo la "US Public Land Survey System", las parcelas de tierra son, a menudo, descritas en términos de la sección (640 acres o 259 ha), un cuarto de sección (160 acres o 64.7 ha), y un cuarto de cuarto de sección (40 acres o 16.19 ha). Respectivamente, estas divisiones cuadradas de tierra son, aproximadamente, 80 cadenas (una milla o 1.6 km), 40 cadenas (media milla o 800 m), y 20 cadenas (un cuarto de milla o 400 m) por lado. 
La cadena, aun se utiliza en agricultura: midiendo ruedas con una circunferencia de 0.1 cadenas (diámetro ≈ 2.1 pies o 64 cm), aun, son disponibles en Canadá y los Estados Unidos. Para un tracto rectangular, multiplicando el número de vueltas de una rueda de cadena para cada dos lados adyacentes y dividiendo por 1,000, da el área en acres. 
En Canadá, las tolerancias de carreteras fueron, originalmente, 1 cadena de ancho y son, ahora, de 20 metros. 
La unidad fue, también, utilizada en mapear los Estados Unidos, a lo largo de las rutas de tren, en el siglo XIX. Los ferrocarriles en los Estados Unidos, hace mucho tiempo utilizaban fracciones decimales de una milla. Algunos subterráneos tales como el "New York City Subway" y el "Washington Metro" fueron diseñados con, y continúan con, un sistema de cadena, utilizando la cadena de ingeniero (ing. engineer's chain) de 100 pies. 
En los Estados Unidos, la cadena es, también, utilizada como la medida de la razón de dispersión de la vida salvaje (cadenas por hora) en la predictiva "National Fire Danger Rating System" tanto como en informes de después de acción. El término "cadena" es utilizado por los bomberos silvestres en operaciones de día a día como una unidad de distancia. 

### Australia y Nueva Zelandia
En Australia y Nueva Zelandia, muchos lotes de edificios en el pasado fueron un cuarto de acre, midiendo una cadena por dos y media cadenas, y otros lotes serían múltiples o fracciones de una cadena. Las fachadas de calle de varias casas en estos países son de una cadena de ancho (las calles eran casi siempre de 1 cadena (20.1 m) de ancho en áreas urbanas, algunas veces de 1.5 cadenas (30.2 m) o 2.5 cadenas (50.3 m). Las calles pequeñas serán de media cadena (10.1 m). En áreas rurales donde se requería una ruta para ganado, las calles eran más anchas, arriba de 10 cadenas (201.2 m). Las calles de 5 cadenas (100.6 m) entre pueblos mayores eran topografiadas como calles mayores o carreteras, las carreteras de 3 cadenas (60.4 m) entre localidades pequeñas y las de 2 cadenas (40.2 m) eran carreteras locales en comunidades agrícolas. Las carreteras llamadas "Three Chain Road", etc, persisten, hoy en día. 
La cadena de la reina (ing. Queen's Chain) es un concepto que tiene una larga existencia en Nueva Zelandia, de una franja de tierra pública, usualmente, 20 m (o una cadena en medidas pre-métricas) de ancho de la marca de agua alta, que ha sido dejada de lado para uso público a lo largo de la costa, alrededor de varios lagos, y a lo largo de toda o parte de varios ríos. Estas franjas existen en varias formas (incluyendo reservas de carretera, reservas de esplanada, franjas de esplanada, franja marginal y reservas de varios tipos) pero no tan extensiva y consistentemente como, a menudo, se asegura. 

### Campos de cricket
La cadena, también, sobrevive como la longitud de un campo de cricket, siendo la distancia entre los "stumps".

## Instrumentos de medición
Los ingenieros civiles y los topógrafos utilizan varios instrumentos (cadenas) para medir distancia. Otros instrumentos utilizados para medir distancia incluyen cintas y bandas. Una banda de acero es, también, conocida como un banda cadena (ing. band chain). 

### Cadena de agrimensor (cadena de Gunter)
En 1620, el erudito Edmund Gunter desarrolló un método preciso de topografiar tierra utilizando una cadena de largo de 100 link, 66 pies, llamada la cadena de Gunter (ing. Gunter's chain). Otras cadenas de agrimensor han sido utilizadas históricamente. 

### Cadena de ingeniero (cadena de Ramsden)
Una cadena más larga de 100 pies (30.5 m), con un centésima de 1 pie (305 mm), fue divisado en el RU al final del siglo XVIII por Jesse Ramsden, aunque nunca suplantó a la cadena de Gunter. Los topógrafos también, algunas veces, utilizan tal artículo, y lo llaman la cadena de ingeniero (ing. engineer's chain). 

### Vara o cadena de Texas
En el sudoeste de Estados Unidos, la cadena vara (ing. vara chain), también llamada la cadena de Texas (ing. Texas chain), de 20 varas (16.9164 m, o 55½ pies) fue utilizada en topografía de concesiones de tierra española y luego mexicana, tal como la concesión Fisher-Miller y concesión Paisano en Texas, varias, similarmente, grandes en Nuevo México, y sobre 200 más pequeñas en ranchos en California. 

### Cadenas métricas
Las cadenas métricas, de longitudes de 5 m, 10 m, 20 m y 30 m, son ampliamente utilizadas en India. Las tolerancias son +/-3 mm para cadenas de 5 m y 10 m, +/-5 mm para cadena de 20 m, y +/-8 mm para cadena de 30 m. 

### Cadena de ingresos
En India, una cadena de ingresos (ing. revenue chain) con 16 links y de longitud 10 m (33 pies) es utilizada en topografía catastral. 

### Otros instrumentos
También en América del Norte, una variante de la cadena es utilizada en ingeniería de montes para topografía transversa. Esta cadena moderna es un cordel estático (cuerda delgada) de 50 m de largo, marcada con una pequeña etiqueta a cada metro, y también marcada en el primer metro de cada decímetro. Cuando se trabaja en lugar arbustivo, una pequeña hacha o hachita es, comúnmente, atada al extremo de la cadena, y lanzada a través del arbusto en la dirección de la transversa. 
Otra versión utilizada, extensamente, en ingeniería de montes y topografía, es la cadena de cadera (ing. hip-chain): una pequeña caja que contiene un contador de cuerda, portada en la cadera. El usuario ata la cuerda del carrete a una estaca o árbol y el contador cuenta distancia cuando el usuario camina lejos en una línea recta. Estos instrumentos están disponibles en ambos, pies y metros. 

## Uso en cultura popular
Las líricas de "Three Chain Road" por Lee Kernaghan, incluye la línea "He lived out on the three chain road" la cual es el nombre de varias carreteras australianas, que se refiere al ancho de la reserva carretera. 

## Equivalencias
Una cadena equivale a:
|                   | Unidad   |
| ----------------- | -------- |
| 0,004166666666666 | leguas   |
| 0,0125            | millas   |
| 0,1               | furlongs |
| 1                 | cadena   |
| 4                 | rods     |
| 22                | yardas   |
| 66                | pies     |
| 100               | links    |

En unidades métricas, una cadena equivale a 20,1168 m.